# Samurai Shodown: Warriors Rage (PlayStation)
Samurai Shodown: Warriors Rage (剣客異聞録 甦りし蒼紅の刃 サムライスピリッツ新章, Kenkaku Ibunroku - Yomigaerishi Sōkō no Yaiba - Samurai Supirittsu Shinshō) é o sétimo jogo da série de jogos de luta Samurai Shodown, desenvolvida pela SNK.

## Sinopse
A história oficial, como dada pela SNK, é a seguinte:
"It is a time of sustained peace, and the age of the sword was drawing to a close. But an increasing number could not adapt to the flow of history and became trouble before long. So the shogunate created a "colony of prisoners" on a small island in sea nearby Edo as a place to rehabilitate the outlaws. But, there were those who exploited this prison island and tried to create a "new world exclusively for the chosen ones" after destroying the shogunate.
The group they formed was called the "League of the Three Blades of Domination" and each member had their own mighty strength. Using their might, they subjugated the outlaws and begin their plans to overthrow the shogunate. And in no time the "town of outlaws" came to be called "Ritenkyo"-the seat of opposition.
Under these figures Ritenkyo unexpectedly changed from a "place of rehabilitation for returning to society" to a "lawless zone in which only the strong survive."
The inhabitants engaged in vendettas, skirmishes, and death battles to survive from day to day. And the "Three Blades of Domination" steadily consolidated their power to its utmost, absorbing strength from the hate surrounding them. On a still, pitch-black night of the new moon. Flicker-Flicker-Flicker-Flicker. The glow of a candle grows and a single shadow emerges from the darkness. It is an elderly gentleman with a beard and tranquil visage.
"Have they arrived?"
"Yes, Lord Oboro. The red-eyed boy and girl have come."
Only a voice comes from the darkness. Without making a noise, the old man rises and speaks:
"At last, the time has come.... Time to make their acquaintance."
The man"s closed eyelids pop open. His red eyes glow with the light of the candle.
Whooooosh! A burst of wind slices the calm, and darkness once again dominates the world. A few years later, three people look down at the world below from a tall tower. One is a tall man armed with a sword; the other, a bewitching, alabaster-skinned woman. The two share a pair of red eyes. And standing behind them awaits a fine-looking elderly man who appears somewhat out of place. The sunlight reflects off their red eyes, making them glow eerily. The woman mutters, "A few people we have some things to settle with appear to have entered Ritenkyo. Word has it that they are major obstacles to the realization of our intentions."
The man speaks as he continues to survey the world below.  "All we need to do is wait here. The rats will come even if we do nothing." The Three Blades of Domination are about to bring an end to the era of peace in this world.
And the warriors who battle for their own reasons converge on "Ritenkyo" as our story begins."

## Revisão geral

### Conceito geral
Continuando da linha de história dos outros dois últimos jogos da série 3D de Samurai Shodown, Samurai Shodown: Warriors Rage (Playstation) toma lugar 20 anos depois, com um elenco dramaticamente renovado, e foi lançado somente para Playstation. Apesar de os outros jogos da série terem sido lançados depois, o SS:WR ps é cronologicamente o último jogo da série, sendo o único a não ter sido lançado para arcade.
O primeiro e mais audaciosa mudança é a renovação da lista de personagens, que removeu cada personagem dos jogos anteriores, com a exceção de Haohmaru, que é agora um homem de meia idade, tendo uma barba e sentindo falta de seu cabelo preto muito conhecido. Hanzo Hattori também participa do jogo mas não é o mesmo homem, é o filho dele: Shinzo Hattori, que assumiu seu nome. Nicotine Caffeine, Nakoruru e Rimururu também tinha papéis na história do jogo mas não eram jogáveis. Cada outro personagem era um novo design.
O jogo também tinha uma história intensa, com mais de 12 novos personagens, cada um tendo um papel ou ligação significante na história.

### Gráficos
Apesar do jogo ter sido desenvolvido em 3D, a SNK procurou diminuir mais o papel de terceira dimensão no jogo, fazendo com que toda a jogabilidade fique uma linha reta, sem movimento sobre o eixo Z, exceto por uma evasiva básica.

### Jogabilidade
Dois botões controlam os golpes fraco e forte, um terceiro controla ataques de chute e um quarto é usado para manobras evasivas.
O jogo introduziu um novo sistema de barra de vida, que era subdividido em 3 seções. O primeiro round da luta durava até que um jogador tinha sua vida drenada nas três seções, então a primeira seção da barra desapareceria e as outras duas ficariam cheias novamente. Depois de ambas as seções serem esvaziadas, a segunda seção desapareceria, fazendo com que a terceira seção viria a encher novamente. Quando uma seção desaparece, um pequeno período de tempo durante a luta é dado ao vencedor do round, que executa uma animação semelhante à de Taunt. A partida (ou luta) finalmente acabava quando um jogador esvaziava esta última seção da barra de vida.
Além do sistema de barra de vida, a jogabilidade era relativamente simples.

## Confusão do título
Por razões desconhecidas, a SNK deu a este jogo um título em inglês extremamente semelhante ao seu antecessor, Samurai Shodown 64: Warriors Rage. Isto gerou uma confusão considerável, e fez vários pensarem que este seria uma conversão de plataforma para Playstation do segundo jogo da série 3D. Além disso, o jogo foi lançado em números relativamente limitados fora do Japão, já que o mercado de videogames estava se preparando para o lançamento do Playstation 2. Isto significa que o SS:WR ps é pouco conhecido pelos jogadores, fazendo com que o título seja a única razão de o jogo ter sido tão pouco conhecido. Mesmo uma comparação sumária entre os dois jogos revela que eles são muito diferentes. Para ajudar a acabar com esta confusão, Samurai Shodown: Warriors Rage (Playstation) é agora frequentemente referenciado nos círculos de jogadores como Samurai Shodown: Warriors Rage 2 (ou somente SS:WR2).

## Recepção na mídia
Por causa de uma variedade de razões, o jogo foi pobremente examinado por todos virtualmente, e é geralmente citado como o ponto mais baixo da história da série. As mais comuns reclamações são:
- O novo sistema de barras de vida interrompe o fluxo das batalhas.
- A jogabilidade tem muito de "gagueira" nela.
- Falta dos personagens clássicos, favoritos.

Enquanto que ele não é um jogo inerentemente ruim, é razoavelmente medíocre, tratado como pior do que é por causa dos maus gráficos. Atualmente, ele não é nada além de algo esquecido, considerado pela maioria como um pouco mais do que uma nota curiosa e lamentada da história da SNK. Sua má recepção resultou na "morte" da série por 4 anos, até Samurai Shodown V ser lançado.
Apesar do fracasso, há fãs colecionadores da saga que ainda almejam ter o jogo em mãos e devido a isso a SNK lançou novamente o jogo para o PS3 e PSP em sua loja virtual.

## Elenco

### Personagens antigos
- Haohmaru
- Hanzo Hattori
- Nakoruru (como um Koro-pok-guru não jogável)
- Rimururu (como um espírito não jogável)

### Personagens novos
| - Seishiro Kuki (novo protagonista) - Jin-emon Hanafusa - Jushiro Sakaki - Rinka Yoshino - Saya - Haito Kanakura - Yaci Izanagi - Garyo the Whirlwind - Ran Po - Mikoto - Tohma Kuki | - Oboro (chefe) - Ta Shonmao - Daruma - Minto - Mugenji - Yuda - Samurai (Samurai Shodown)\|Samurai - Iga ninjas (Samurai Shodown)\|Iga ninjas - Oboro's amazons (Samurai Shodown)\|Orobo's amazons - Brute (Samurai Shodown)\|Brute |